# Criptoanálisis de manguera de goma
El criptoanálisis de manguera de goma es la extracción de los secretos criptográficos (por ejemplo, la contraseña a un archivo cifrado) de una persona mediante coacción o tortura, en contraste con un ataque de criptoanálisis matemática o técnica. El eufemismo se refiere a golpear a alguien con una manguera de goma hasta que coopere.

## Detalle
De acuerdo con Amnistía Internacional y los países de la ONU, muchos en el mundo utilizan rutinariamente la tortura de personas. Por tanto, es lógico suponer que al menos algunos de esos países utilizan (o estaría dispuesto a utilizar) algún tipo de criptoanálisis de manguera de goma. En la práctica, la coacción psicológica puede ser tan efectiva como la tortura física. Métodos no violentos pero muy intimidantes incluyen tácticas como la amenaza de duras sanciones legales. El incentivo para cooperar puede ser algún tipo de acuerdo con el fiscal, como una oferta para eliminar o reducir los cargos penales contra un sospechoso, a cambio de una plena cooperación con los investigadores. Por otra parte, en algunos países, las amenazas se pueden hacer para perseguir como co-conspiradores (o ejerciendo violencia contra) a los parientes cercanos (esposa, por ejemplo, hijos o padres) de la persona interrogada a menos que coopere.